# Bisbat de Trieste
El bisbat de Trieste (italià: Dioecesis Tergestina; llatí: Dioecesis Tergestina) és una seu de l'Església catòlica, sufragània de l'arquebisbat de Gorizia, que pertany a la regió eclesiàstica Triveneto. El 2010 sumava amb 221.700 batejats sobre 241.800 habitants. Actualment està dirigida per l'arquebisbe (a títol personal) Giampaolo Crepaldi.

## Territori
La diòcesi comprèn els municipis de Trieste, Muggia, San Dorligo della Valle i Monrupino. Els municipis de Duino-Aurisina i Sgonico, tot i que formen part de la província de Trieste, formen part de l'arquebisbat de Gorizia.
La seu episcopal és la ciutat de Trieste, on es troba la catedral de San Giusto.
El territori està dividit en 60 parròquies, agrupats en 8 deganats.

## Història
Trieste va esdevenir seu episcopal cap al final del segle vi: el primer bisbe documentat és Frugifero, que va ser bisbe a l'època de l'emperador Justinià I, i més específicament entre 542 i 565. Inicialment era sufragània del Patriarcat d'Aquileia; però en el moment del cisma dels Tres Capítols (579), havent-se unit al cisma va esdevenir part de la jurisdicció del Patriarcat de Grado. El bisbe Firmino va abjurar del cisma i, per tant, rebé cartes d'elogi i aprovació del Papa Gregori el Gran.
Entre finals de l'Imperi i de l'alta edat mitjana el territori diocesà es va reduir per l'erecció de les diòcesis de Cittanova, de Pedena i Capodistria.
Des de l'any 948 els bisbes van obtenir el poder temporal pel rei Lotari II que va concedir la independència de la diòcesi de la corona, per al territori fins a tres milles fora de les muralles de la ciutat; renuncià formalment en 1236, malgrat les lluites amb la ciutat continuaran durant el segle xiv.
En 1180 el patriarca de Grado renuncià a la seu d'Ístria i Trieste tornà a estar sota la jurisdicció metropolitana del Patriarcat d'Aquilea.
El bisbe Ulrico De Portis (mitjans del segle xiii) vengué al municipi de Trieste el dret d'elecció dels jutges, el dret a la desena i el dret d'encunyar moneda. A la fi de segle, el bisbe Brissa de Toppo va concloure el període del poder temporal dels bisbes venent de 200 peces de plata els drets polítics restants.
Es deu al bisbe Rodolfo Morandino de Castello Rebecco (1304-1320) la construcció de l'església capitolina de San Giusto.
Al llarg de l'edat mitjana el dret de triar al bisbe pertanyia al capítol catedralici; en 1459 se li dona el dret d'elecció a l'emperador.
Al segle xvi a Trieste es van difondre les idees del luteranisme, però després del Concili de Trento, la diòcesi va tornar plenament a l'ortodòxia catòlica, gràcies a la tasca del bisbe Nicolò Coret (1575-1591), formidable oponent dels luterans, així com per l'apostolat dels caputxins i dels jesuïtes, presents, respectivament, des de 1617 i 1619.
El 1719 Trieste va esdevenir un port franc i va experimentar un creixement ràpid amb la solució de fidels de moltes religions.
Després de la supressió del Patriarcat d'Aquilea el 1751, va esdevenir sufragània de l'arxidiòcesi de Gorizia.
El 1784 la diòcesi de Trieste va patir moltes concessions territorials per tal d'harmonitzar-la amb les fronteres polítiques territorials. Porcions del territori diocesà de Trieste va passar a les diòcesi de Cittanova, Parenzo i Ljubljana; per un altre costat incorporà parts de l'Ístria veneciana que pertanyien a les diòcesis de Porec i Pula i la gola de Prosecco, que pertanyia a l'arxidiòcesi de Gorizia.
El 8 de març 1788 la diòcesi va ser abolida i el seu territori incorporat a la de Gradisca erigida el 19 d'agost del mateix any. No obstant això, després de només tres anys, el 12 de setembre de 1791 va ser restaurada amb la butlla Ad supremum del Papa Pius VI i la va fer sufragània de l'arxidiòcesi de Ljubljana; la diòcesis de Pedena, també abolida en 1788, va ser incorporada al territori de Trieste. El 19 d'agost de 1807 es va convertir immediatament subjecta a la Santa Seu.
El 30 de juny de 1828 en virtut de la butlla Locum beati Petri del Papa Lleó XII les diòcesis de Trieste i Capodistria es van unir aeque principaliter; contextualment va ser suprimida la diòcesi de Cittanova i incorporada a la de Trieste. Dos anys després, el 27 de juliol de 1830, va tornar a ser sufragánea de l'arxidiòcesi de Gorizia mitjançant la butlla Insuper eminenti Apostolicae dignitatis de Pius VIII.
Des 1867 fins a la caiguda de l'Imperi Austrohongarès, els bisbes de Trieste eren membres de la Cambra dels Senyors d'Àustria, el senat imperial.
El 1919 el bisbe Andrej Karlin, eslovè, va dimitir com a conseqüència d'un assalt per part d'un grup d'irredentistes. En el mateix any a la seu de Trieste s'asseuria un bisbe italià, després de gairebé noranta anys de bisbes eslovens, croats i alemanys.
El 25 d'abril de 1925 va cedir una porció de territori per a la creació de la diòcesi de Rijeka; una altra part del territori va ser cedit a Rijeka el 1934. D'altra banda, el 20 de febrer de 1932, després de la butlla Quo Christi fideles del Papa Pius XI incorporà el deganat de Postojna, que havia pertangut a la diòcesi de Ljubljana.
El bisbe Luigi Fogar, per la seva oposició al règim feixista, va haver de dimitir el 1936.
Després de la Segona Guerra Mundial, després del tractat de pau del 10 de febrer de 1947, una gran part de la diòcesi, es va trobar al territori Iugoslau; per tant, es van erigir dues administracions apostòliques independents, una per a la zona eslovena i una altra pel territori croat.
En el clima difícil i tens de la postguerra el bisbe Antonio Santin patít un assalt violent a Capodistria al juny de 1947; la Congregació Consistorial va haver d'intervenir oficialment recordant que sota el dret canònic, els que havien comès aquell acte de violència havien incorregut en l'excomunió.
El 17 d'octubre 1977, dos anys després del Tractat d'Osimo, en virtut de la butlla Prioribus saeculi del Papa Pau VI, la diòcesi de Trieste i de Koper es van separar i es van convertir en autònomes; i al mateix temps dels canvis territorials es van introduir perquè els territoris de les dues diòcesis coincidissin amb els dels estats.

## Cronologia episcopal
- Frugifero † (entre el 542 i el 565)[2]
- Severo † (inicis de 571/577 - finals de 587/590)
- Firmino † (inicis de febrer de 602 - finals de juny de 603)
- Gaudenzio † (citat el 680)
- Gregorio ? † (citat el 715)
- Giovanni ? † (citat el 731)
- Giovanni † (inicis de 759 - 766 nomenat patriarca de Grado)
- Maurizio † (citat el 766)
- Fortunato † (inicis de 788 - 803 nomenat patriarca de Grado)
- Leone ? † (citat el 804)
- Hildeger †
- Welderich †
- Heimbert †
- Severo † (citat el 827)
- Taurino † (citat el 911)
- Radaldo † (citat el 929)
- Giovanni † (inicis de 948 - finals de 967)
- Pietro † (citat el 991)
- Ricolfo † (citat el 1006)
  - Giovanni ? † (1015 - 1017)
- Adalgero † (inicis de 1031 - finals de 1071)
- Eriberto † (inicis de 1080 - finals de 1082)
- Erinicio † (citat el 1106)
- Artuico † (citat el 1115)
- Detemaro o Ditmaro † (inicis de 1135 - finals de 1145)
- Bernardo † (inicis de 1149 - vers 1186 mort)[3]
- Enrico da Treviso † (1186 - ?)
- Lintoldo da Duino † (citat el 1188)
- Woscalco † (1190 - finals de 1192)[4]
- Enrico Rapizza † (citat el 1201)
- Gerardo † (inicis de 1203 - finals de 1212)
- Corrado Bojani di Pertica † (inicis de 1216 - 1230 mort)
- Leonardo † (inicis de 1232 - 23 de novembre de 1233 renuncià)
- Ulrico De Portis † (1234 - 1253)
- Arlongo von Wocisperch † (17 de novembre de 1254 - 1255 deposat)
- Guareno di Cocania[5] † (12 de març de 1255 - ?)
- Leonardo III † (citat el 1260)
- Arlongo di Viscogni † (vers 1261 - vers 1281 mort)[6]
- Alvino De Portis † (1281 - vers 1286 mort)
- Brissa de Toppo † (19 d'abril de 1287 - vers 1299 mort)
- Giovanni Della Torre † (1299 - vers 1300 mort)
- Rodolfo Pedrazzani † (inicis de 1302 - 1304)[7]
- Rodolfo Morandino de Castello Rebecco † (1304 - 7 de març de 1320 mort)[8]
  - Giusto (o Gilone) da Villalata † (1320 - 1322) (bisbe electe)
  - Gregorio Tanzi † (5 de juliol de 1324 - 1327 ? mort) (administrador apostòlic)
- Guglielmo Franchi, O.F.M. † (25 de febrer de 1327 - 1329 o 1330 mort)
- Pace (o Pasquale) da Vedano, O.P. † (18 de maig de 1330 - 12 d'agost de 1341 mort)
  - Giovanni Gremon † (1341) (bisbe electe)
- Francesco d'Amelia † (19 de juliol de 1342 - 7 d'abril de 1346 nomenat bisbe de Gubbio)
- Ludovico della Torre † (26 de juny de 1346 - 30 de març de 1349 nomenat bisbe d'Oleno)
- Antonio Negri † (30 de març de 1349 - 15 de gener de 1369 nomenat arquebisbe de Candia)
- Angelo Canopeo † (15 de gener de 1369 - 1382 mort)
- Enrico de Wildenstein, O.F.M. † (1383 - 12 d'abril de 1396 nomenat bisbe de Pedena)
- Simone Saltarelli, O.P. † (12 d'abril de 1396 - 1408 mort)
- Giovanni Ubaldini, O.S.B. † (inicis de 30 de setembre de 1408 - 9 d'agost de 1409 nomenat bisbe titular de Trípoli de Fenícia)
- Nicolò de Carturis, O.F.M. † (9 d'agost de 1409 - 13 de gener de 1416 mort)
- Giacomo Balardi (o Arrigoni), O.P. † (10 de gener de 1418 - 11 de desembre de 1424 nomenat bisbe d'Urbino)
- Martino Coronini † (11 de desembre de 1424 - 1441 mort)
- Niccolò Aldegardi † (29 de novembre de 1441 - 4 d'abril de 1447 mort)
- Enea Silvio Piccolomini † (19 d'abril de 1447 - 23 de setembre de 1450 nomenat bisbe de Siena, posteriorment elegit papa amb el nom de Pius II)
- Ludovico Della Torre † (1450 - 1451 mort)
- Antonio Goppo † (3 de març de 1451 - 1485 mort)
- Acacio de Sobriach † (9 de juny de 1486 - 1500 mort)
  - Luca Rinaldi da Veglia † (17 de novembre de 1501 - 30 de gener de 1502 renuncià) (bisbe electe)
- Pietro Bonomo † (5 d'abril de 1502 - 4 de juliol de 1546 mort)[9]
  - Francesco Rizzano † (1549)
- Antonio Paragües e Castillejo, O.S.B. † (21 d'agost de 1549 - 4 de novembre de 1558 nomenat arquebisbe de Càller)
- Giovanni Betta, O.S.B. † (3 d'abril de 1560 - 15 d'abril de 1565 mort)
- Andrea Rapicio † (22 d'agost de 1567 - 31 de desembre de 1573 mort)
- Giacinto Frangipane † (1 de març de 1574 - 8 de novembre de 1574 mort)
- Nicolò Coret † (28 de febrer de 1575 - 10 de juliol de 1590 mort)
- Giovanni Wagenring † (22 de maig de 1592 - 1597 o 1598 mort)
- Ursino de Bertiis † (7 d'agost de 1598 – entre el 25 d'agost i l'1 de setembre de 1620 mort)
- Rinaldo Scarlicchio † (5 de juliol de 1621 - 13 de novembre de 1630 nomenat bisbe de Ljubljana)
- Pompeo Coronini † (27 de gener de 1631 - 14 de març de 1646 mort)
- Antonio Marenzi † (10 de setembre de 1646 - 22 d'octubre de 1662 mort)
- Francesco Massimiliano Vaccano † (12 de març de 1663 - 15 d'agost de 1672 mort)
- Giacomo Ferdinando Gorizzutti † (30 de gener de 1673 - 20 de setembre de 1691 mort)
- Giovanni Francesco Miller † (6 d'octubre de 1692 - 23 d'abril de 1720 mort)
- Giuseppe Antonio Delmestri von Schönberg † (23 d'abril de 1720 - 19 de febrer de 1721 mort)
  - Sede vacante (1721-1724)[10]
- Luca Sartorio Delmestri von Schönberg † (26 de juny de 1724 - 6 de novembre de 1739 mort)
- Leopoldo Giuseppe Petazzi † (30 de setembre de 1740 - 15 de desembre de 1760 nomenat bisbe de Ljubljana)
- Antonio Herberstein, C.R. † (6 d'abril de 1761 - 2 de desembre de 1774 mort)
- Francesco Filippo d'Inzaghi † (24 d'abril de 1775 - 15 de desembre de 1788 nomenat bisbe de Gradisca)
  - Sede soppressa (1788-1791)
- Sigismund Anton von Hohenwart, S.J. † (26 de setembre de 1791 - 12 de setembre de 1794 nomenat bisbe de Sankt Pölten)
- Ignazio Gaetano da Buset † (27 de juny de 1796 - 19 de setembre de 1803 mort)
  - Sede vacante (1803-1821)
- Antonio Leonardis da Lucinico † (13 d'agost de 1821 - 14 de gener de 1830 mort)
- Matteo Ravnikar † (30 de setembre de 1831 - 20 de novembre de 1845 mort)
- Bartolomeo Legat de Naklas † (21 de desembre de 1846 - 12 de febrer de 1875 mort)
- Juraj Dobrila † (5 de juliol de 1875 - 13 de gener de 1882 mort)
- Giovanni Nepomuceno Glavina † (3 de juliol de 1882 - 1895 renuncià)
- Andrea Maria Šterk † (25 de juny de 1896 - 17 de setembre de 1901 mort)
- Franz Xaver Nagl † (9 de juny de 1902 - 19 de gener de 1910 renuncià i nomenat arquebisbe titular de Tir)
- Andrej Karlin † (6 de febrer de 1911 - 15 de desembre de 1919 renuncià)
- Angelo Bartolomasi † (15 de desembre de 1919 - 11 de desembre de 1922 nomenat bisbe de Pinerolo)
- Luigi Fogar † (9 de juliol de 1923 - 30 d'octubre de 1936 renuncià i nomenat arquebisbe titular de Patrasso)
- Antonio Santin † (16 de maig de 1938 - 28 de juny de 1975 jubilat)
  - Sede vacante (1975-1977)
- Lorenzo Bellomi † (17 d'octubre de 1977 - 23 d'agost de 1996 mort)
- Eugenio Ravignani (4 de gener de 1997 - 4 de juliol de 2009 jubilat)
- Giampaolo Crepaldi, des del 4 de juliol de 2009

## Persones relacionades a la diòcesi
- don Francesco Bonifacio
- don Edoardo Marzari
- fra Placido Cortese

## Sants i beats de la diòcesi
- Beata Maria Teresa Ledóchowska
- Beat Francesco Bonifacio
- San Giusto
- San Lazzaro martire
- San Sergio martire
- San Servolo martire
- Sante Eufemia e Tecla
- Sants Ermagora e Fortunato

## Estadístiques
A finals del 2010, l'arxidiòcesi tenia 221.700 batejats sobre una població de 241.800 persones, equivalent al 91,7% del total.
| any  | població | població | població | sacerdots | sacerdots       | sacerdots       | sacerdots             | diaques | religiosos | religiosos | parroquies |
| ---- | -------- | -------- | -------- | --------- | --------------- | --------------- | --------------------- | ------- | ---------- | ---------- | ---------- |
| any  | batejats | total    | %        | total     | clergat secular | clergat regular | batejats por sacerdot | diaques | homes      | dones      |            |
| 1950 | 370.000  | 380.000  | 97,4     | 230       | 165             | 65              | 1.608                 |         | 90         | 510        | 59         |
| 1970 | 300.000  | 310.000  | 96,8     | 262       | 187             | 75              | 1.145                 |         | 98         | 571        | 53         |
| 1980 | 273.500  | 284.700  | 96,1     | 233       | 150             | 83              | 1.173                 |         | 102        | 565        | 56         |
| 1990 | 247.500  | 253.346  | 97,7     | 213       | 137             | 76              | 1.161                 | 4       | 90         | 331        | 60         |
| 1999 | 219.715  | 237.289  | 92,6     | 174       | 112             | 62              | 1.262                 | 6       | 71         | 245        | 60         |
| 2000 | 242.000  | 251.500  | 96,2     | 184       | 119             | 65              | 1.315                 | 7       | 76         | 245        | 60         |
| 2001 | 217.818  | 236.253  | 92,2     | 180       | 120             | 60              | 1.210                 | 8       | 75         | 263        | 61         |
| 2002 | 217.818  | 236.253  | 92,2     | 159       | 110             | 49              | 1.369                 | 10      | 63         | 186        | 61         |
| 2003 | 217.818  | 236.253  | 92,2     | 180       | 115             | 65              | 1.210                 | 9       | 76         | 166        | 61         |
| 2004 | 219.000  | 243.903  | 89,8     | 166       | 106             | 60              | 1.319                 | 10      | 66         | 182        | 60         |
| 2010 | 221.700  | 241.800  | 91,7     | 132       | 83              | 49              | 1.679                 | 15      | 58         | 174        | 60         |